# Rhizorhagium formosum
Rhizorhagium formosum is een hydroïdpoliep uit de familie Bougainvilliidae. De poliep komt uit het geslacht Rhizorhagium. Rhizorhagium formosum werd in 1889 voor het eerst wetenschappelijk beschreven door Fewkes. 